# Gmina Katrineholm
Gmina Katrineholm (szw. Katrineholms kommun) – gmina w Szwecji, położona w regionie administracyjnym (län) Södermanland. Siedzibą władz gminy (centralort) jest Katrineholm.

## Geografia

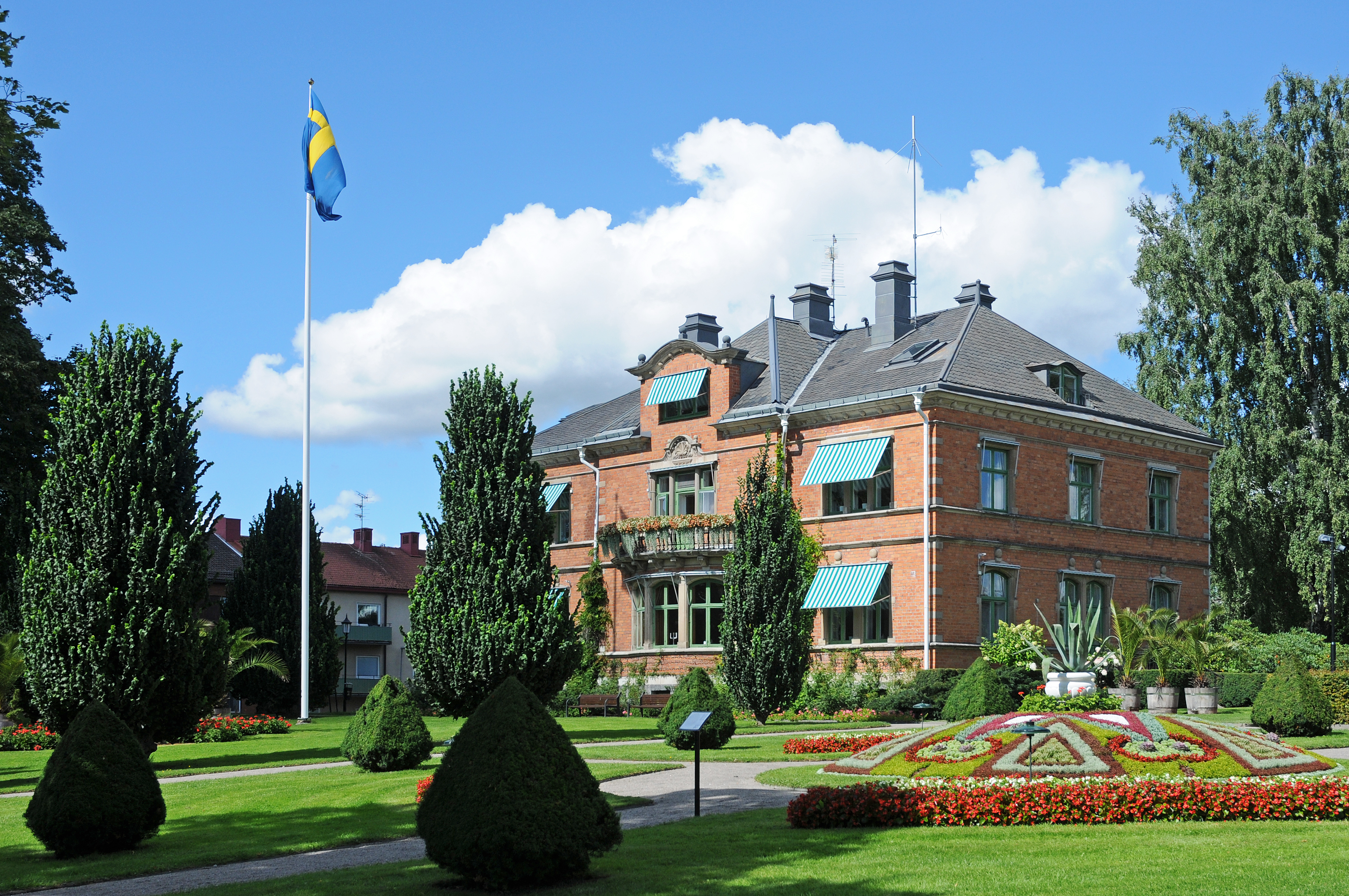
Kommunhuset w Katrineholm

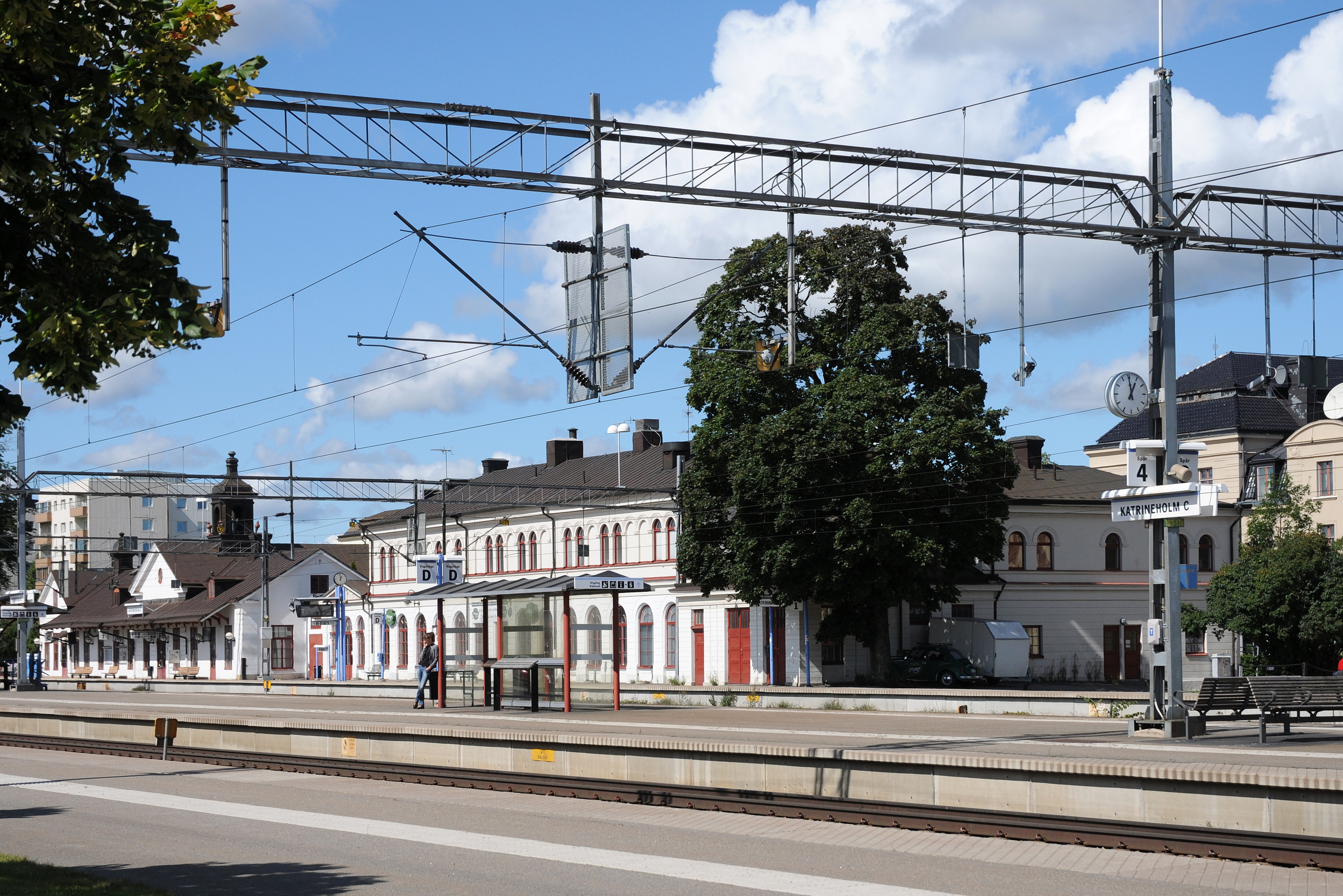
Dworzec kolejowy w Katrineholm

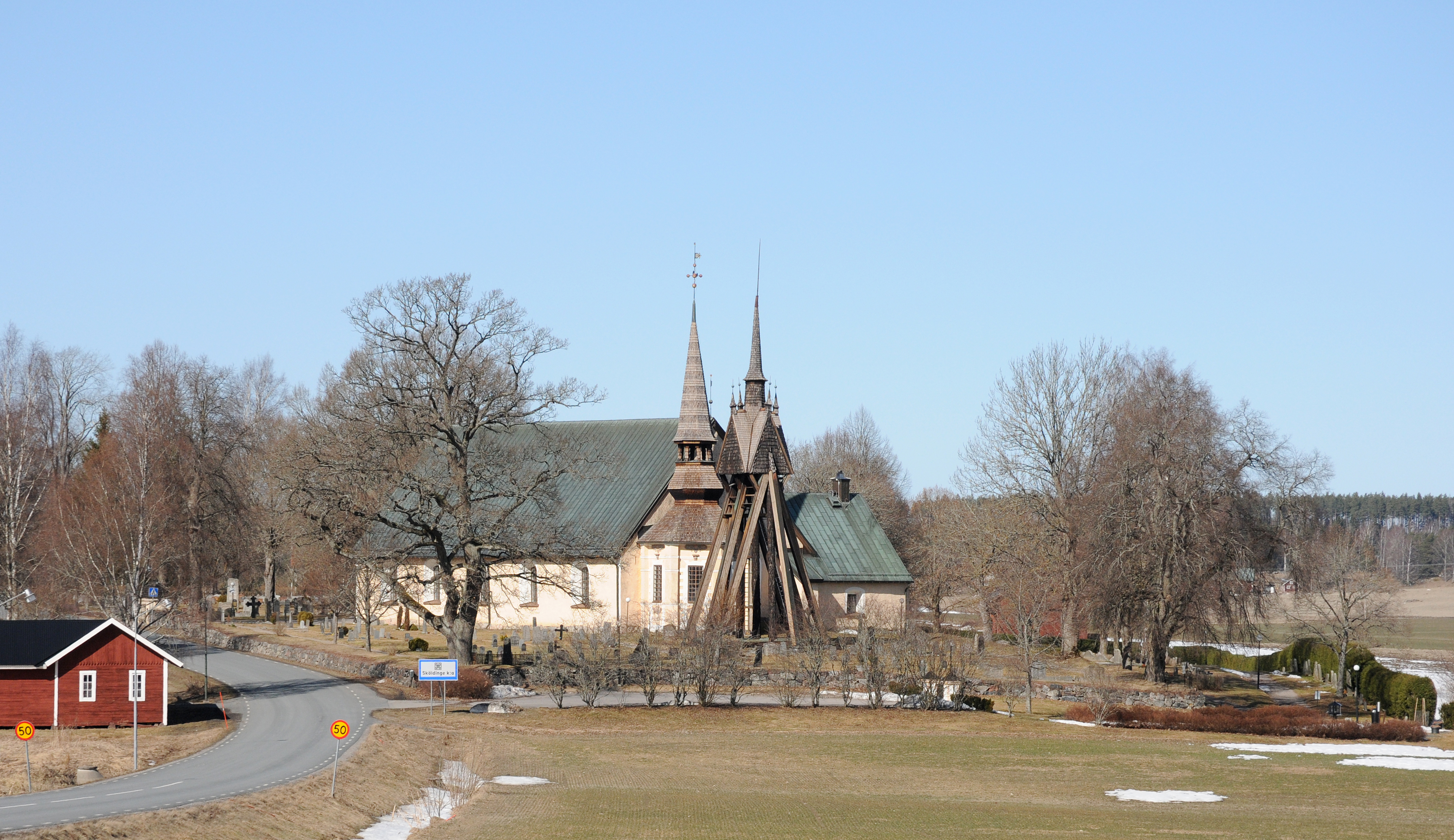
Sköldinge kyrka

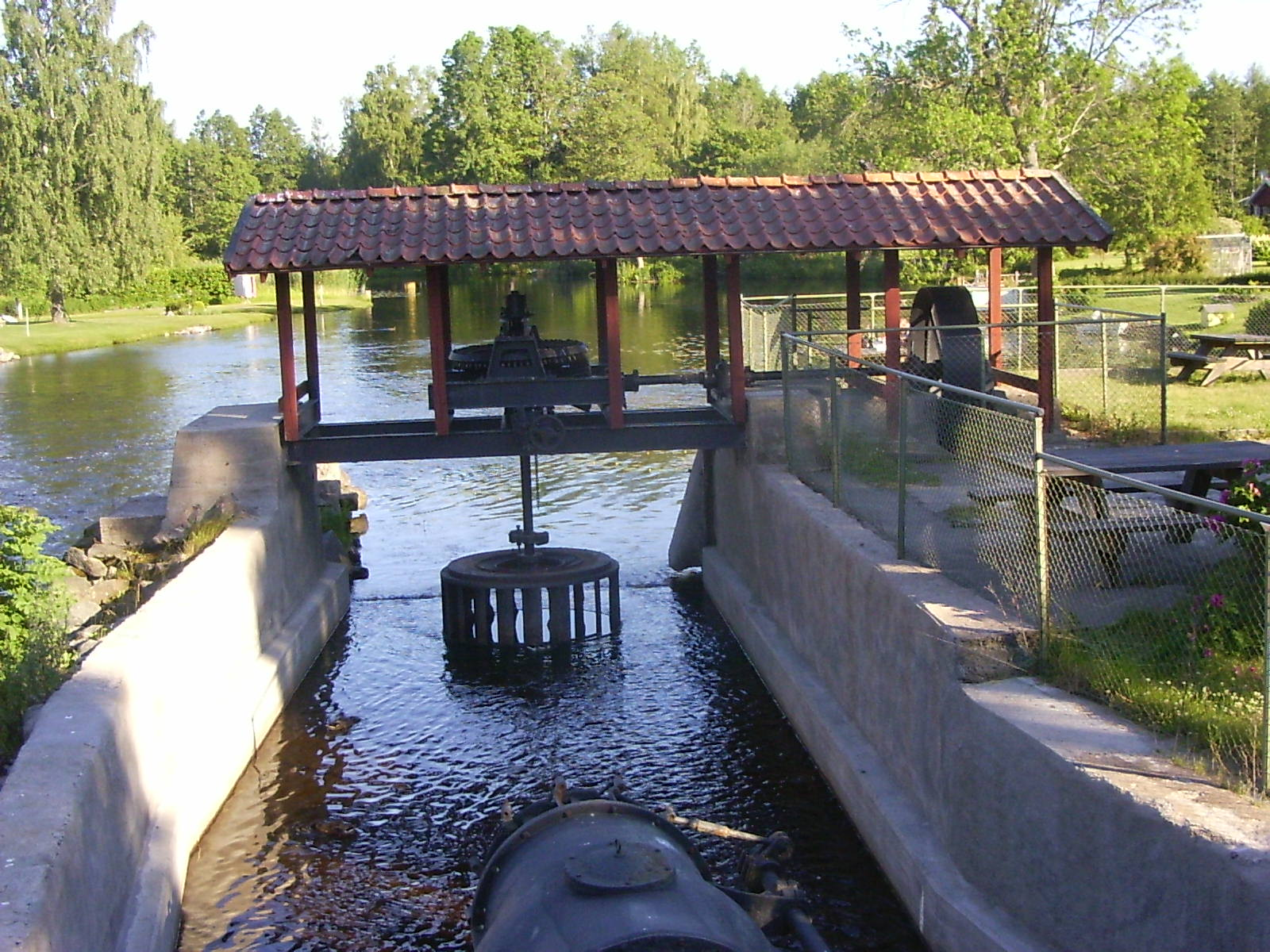
Młyn wodny w Djulö kvarn

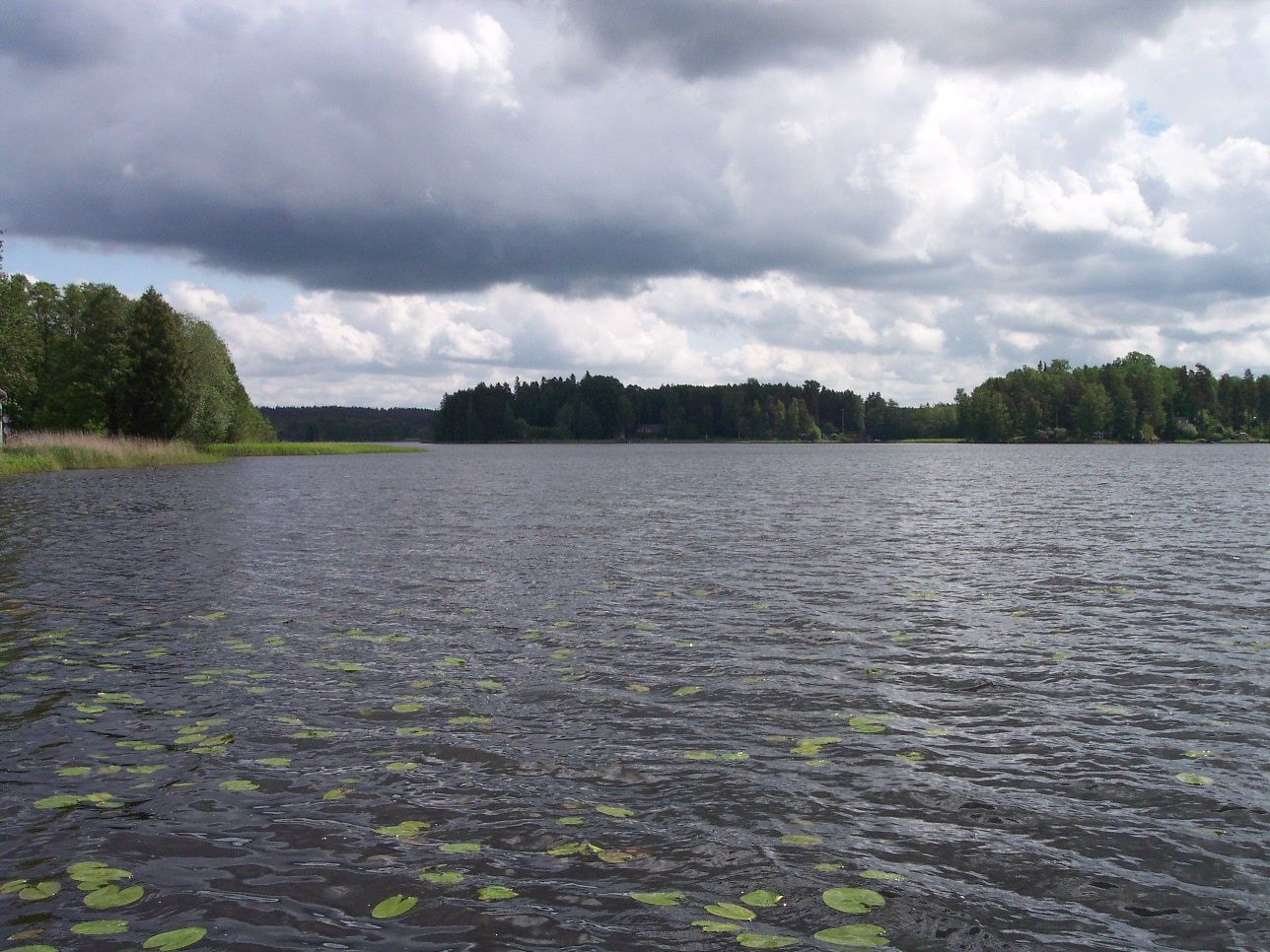
Jezioro Näsnaren

Gmina Katrineholm położona jest w zachodniej części prowincji historycznej (landskap) Södermanland i graniczy z gminami (w kolejności od kierunku północnego):
- Eskilstuna
- Flen
- Nyköping
- Norrköping
- Finspång
- Vingåker

oraz przez jezioro Hjälmaren z gminami Örebro i Arboga.

### Powierzchnia
Gmina Katrineholm jest 98. pod względem powierzchni z 290 gmin Szwecji. Według danych pochodzących z 2013 r. całkowita powierzchnia gminy wynosi łącznie 1189,54 km², z czego:
- 1020,19 km² stanowi ląd
- 169,35 km² wody śródlądowe (w tym 75,31 km² wody jeziora Hjälmaren)[1].

## Demografia
31 grudnia 2013 r. gmina Katrineholm liczyła 32 930 mieszkańców (76. pod względem zaludnienia z 290 gmin Szwecji), gęstość zaludnienia wynosiła 32,28 mieszkańców na km² lądu (130. pod względem gęstości zaludnienia z 290 gmin Szwecji).
Struktura demograficzna (31 grudnia 2013):
| Opis                              | Ogółem      | Ogółem      | Kobiety     | Kobiety     | Mężczyźni   | Mężczyźni   |
| --------------------------------- | ----------- | ----------- | ----------- | ----------- | ----------- | ----------- |
| jednostka                         | osób        | %           | osób        | %           | osób        | %           |
| populacja                         | 32 930      | 100         | 16 540      | 50,23       | 16 390      | 49,77       |
| powierzchnia                      | 1189,54 km² | 1189,54 km² | 1189,54 km² | 1189,54 km² | 1189,54 km² | 1189,54 km² |
| gęstość zaludnienia (mieszk./km²) | 32,28       | 32,28       |             |             |             |             |

## Miejscowości
Miejscowości (tätort, -er) gminy Katrineholm (2010):
| Lp. | Miejscowość | Liczba ludności |
| --- | ----------- | --------------- |
| 1   | Katrineholm | 21 993          |
| 2   | Valla       | 1 517           |
| 3   | Sköldinge   | 604             |
| 4   | Forssjö     | 537             |
| 5   | Bie         | 528             |
| 6   | Björkvik    | 492             |
| 7   | Strångsjö   | 365             |
| 8   | Äsköping    | 342             |
| 9   | Djulö kvarn | 209             |
| 10  | Baggetorp   | 8               |

## Wybory
Wyniki wyborów do rady gminy Katrineholm (kommunfullmäktige) 2014 r.:
|  | Partia                        | Liczba głosów | Zmiana liczby głosów | Procent głosów | Zmiana % | Uzyskane mandaty | Zmiana liczby mandatów |
|  | ----------------------------- | ------------- | -------------------- | -------------- | -------- | ---------------- | ---------------------- |
|  | Moderaterna                   | 2827          | –590                 | 13,15          | –3,44    | 6                | –2                     |
|  | Centerpartiet                 | 1470          | +189                 | 6,84           | +0,62    | 4                | ±0                     |
|  | Folkpartiet                   | 1834          | –918                 | 8,53           | –4,83    | 4                | –2                     |
|  | Chrześcijańscy Demokraci      | 797           | +17                  | 3,71           | –0,08    | 2                | ±0                     |
|  | Socialdemokraterna            | 10 001        | +887                 | 46,53          | +2,27    | 24               | +1                     |
|  | Vänsterpartiet                | 978           | +206                 | 4,55           | +0,80    | 2                | ±0                     |
|  | Miljöpartiet                  | 1290          | –36                  | 6,00           | –0,44    | 3                | –1                     |
|  | Sverigedemokraterna           | 2225          | +1312                | 10,35          | +5,92    | 6                | +4                     |
|  | Feministiskt initiativ        | 38            | +38                  | 0,18           |          | 0                | –                      |
|  | Pozostałe partie              | 32            | –202                 | 0,15           | –0,99    | 0                | –                      |
|  | Razem (frekwencja 84,05%)     | 21 492        |                      | 100,0          |          | 51               | ±0                     |
|  | Źródło: Valmyndigheten (szw.) |               |                      |                |          |                  |                        |